# Jean Lacroix
Jean André Lacroix (* 2. Dezember 1884 in Paris; † 9. November 1971 ebenda) war ein französischer Fechter.

## Karriere
Jean Lacroix nahm an zwei Olympischen Spielen teil. Bei den Olympischen Spielen 1920 in Antwerpen erreichte er mit der Mannschaft die Finalrunde, die er gemeinsam mit Jean Mondielli, Marc Perrodon, Jean Margraff, Henri de Saint Germain und Georges Trombert hinter Italien auf dem zweiten Rang beendete und somit die Silbermedaille gewann. 1928 wurde er in Amsterdam im Einzel Zehnter, während er mit der Mannschaft im Halbfinale ausschied und den fünften Platz belegte. 1930 gewann er in Lüttich mit der Degen-Equipe die Bronzemedaille bei den Weltmeisterschaften.